# 蓬萊学園の冒険!!
蓬萊学園の冒険!!（ほうらいがくえんのぼうけん）は柳川房彦によって製作された巨大学園ものテーブルトークRPG（TRPG）。1991年に遊演体よりボックス版にて発売された。
原作になったのは1990年に行われたプレイバイメール版『蓬萊学園の冒険!』で、プレイバイメール版での事件以降の蓬萊学園を舞台としている。

## 概要
生徒数10万人を越す超巨大学園「蓬萊学園」を舞台に、荒唐無稽な学園生活を体験する学園ものTRPG。
蓬萊学園は政治、経済、軍事に至るまでが生徒たちの自治によってまかなわれている一種の「学園国家」であり、通常の学園ものでありがちな青春ストーリーだけでなく、政治陰謀ものや軍事ものといったハードなストーリーを描くこともできる。超古代文明の遺跡や魔術/呪術の類まで存在するため秘境探検ものや伝奇ものなどの物語も可能。他にもダンジョンシナリオや異世界ファンタジーまでが可能な舞台設定になっており、まさに「なんでもあり」なゲームとなっている。
学園の設定が膨大かつ詳細なものが用意されている一方で、システムは非常に軽量なものとなっている。学園の設定を詳しく理解することがキャラクターを有利にできるという独特のルールが実装されており、プレイバイメールと似たプレイ感覚で進めることができるTRPGだとも言える。
「蓬萊学園の冒険」というタイトルはTRPG版もプレイバイメール版も同じであるが、プレイバイメール版が『蓬萊学園の冒険!』、TRPG版が『蓬萊学園の冒険!!』というのが正式なタイトルであり、エクスクラメーションマークの数の違いで区別がつくようになっている（しかし、実際にはウェブ上で表記される時などは混同されていることも多い）

## システム

### キャラクターメイキング
- 陰陽・五行・仁義八徳、生活態度でキャラクターの性格を定義づける。
- 健康・知性・感性・筋力・交渉・機敏・器用の7つの能力値を決める。それぞれ1D6した値に12ポイントを自由配分するか、または35ポイントを自由配分する。ただし、各値とも初期状態でゼロもしくは10を越えないようにする。
- 学力・財力・蓬萊パワーの3つのキャラ値を決める。学力は10から知力を引いた値。財力・蓬萊パワーはそれぞれ初期値3である。蓬萊パワーは自分の生活態度に沿った行動をする際の行動判定に使うことのできるボーナスポイントのようなもので、プレーを重ねるごとに値が大きくなっていく。蓬萊パワーを使用すると使った値と同じレベルの墓穴を掘ることとなる。また蓬萊パワーの値が高くなると、卒業して学園を去らざるを得なくなる危険性が高まる。
- クラブ（特殊技能）を4つまで取得できる。取得数が少なければその分レベルを高く設定できる。

### 行為判定
行為判定は下方判定に属する。六面体サイコロを三つ振り、出目の合計が「能力値またはクラブのレベル+簡単値」以下ならば成功とする。簡単値とはゲームマスターが設定する目安で、数字が大きいほどその行為が容易であることを示す値である。
クラブは100を超える数が存在し、クラブごとに何ができるかはルールでは決まっていない。行為判定ごとのクラブ技能の使用の可否についてはプレイヤーからゲームマスターに提案する。このとき、ルールブックに付属している「学園案内」やその他の蓬萊学園の設定資料を根拠にしなくてはならず、例えば「このクラブはこういう歴史があるため、部員はこういうことが得意だろう。だからこの行為判定にこのクラブ技能は使用できるのではないか」というように提案する。学園の設定の読み込みがそのままキャラクターの強さにつながるわけである。

### 応石
蓬萊学園がある宇津帆島には「応石（おうせき）」と呼ばれる古代文明のオーパーツが点在している。応石は漢字が一文字だけ書かれている宝玉で、これを所持するものはその漢字が象徴する力を引き出すことができる。これを使って行為判定を有利にすることができる。
具体的には応石が使われた場合、行為判定の簡単値に漢字の画数と同じだけのボーナスが与えられる。例えば「風」の応石ならば+9のボーナスがつく。
それぞれの応石がどのような行為判定に使用できるかはルールでは決まっておらず、プレイヤーからゲームマスターに提案する。例えば「"風"の応石をつかって高速で空を飛ぶので移動の判定にボーナスをください」などと提案するである。

## 世界設定

### 概略
正式名称は「私立蓬萊学園高等学校」。東経140度31分、北緯20度50分、東京の南約1800kmの洋上に浮かぶ、東京都台東区に属する南方の島・宇津帆島（うつほじま）に建てられた全寮制の巨大高校。生徒数は推定10万人。校風は「自由」。
地理的な理由も存在し、日本からはほぼ政治的に独立した閉鎖地域になっており、実質的には一個の国家として国際的に半ば認知されている。

### クラブと委員会
非常に進んだ自治がなされており、授業以外の衣食住、立法・行政・司法、果ては軍事にいたるまでのすべてを生徒が課外活動もしくは生徒会活動として自主的にまかない、10万人の生徒が思い思いに生活・行動をしている。
中にはテロや犯罪に近い活動を行うクラブもあり、それらに対抗するために学園の治安を守るいくつかの委員会も武装化している。武闘派のクラブや委員会は銃器や刀剣など殺傷力のある武器を所持しているのはあたりまえで、潜水艦、戦闘機、大量破壊兵器などを保有しているものまである。そのため、クラブや委員会同士の抗争によって人死にが出ることもある。大規模な抗争が起こった場合は学園そのものの存亡に発展することさえある

### 宇津帆島
蓬萊学園の存在する宇津帆島は東経140度31分、北緯20度50分、東京の真南約1800kmの洋上に浮かぶ火山島である。亜熱帯に属する南国で、年間の平均降雨量は2,500mmに達し学園の敷地外はジャングルなどが広がっている。また、この島には未知の超古代文明の遺跡なども存在し、いわゆる秘境探検もののシナリオも舞台になりやすい設定となっている。
日本の実存する最南端の島である沖ノ鳥島が東経136度4分、北緯20度25分と緯度的に酷似している。住所は、東京都台東区宇津帆島。島の大きさは南北22km、東西18kmほど。面積は222平方km（モルジブ、石垣島と同じ）。  
蓬萊学園は島の中央部に位置している。島の人口は推定20万人、うち蓬萊学園の学生が12万人、同校教師が4,900人、事務員が2,600人。学外関係者として、旧島民が500人、新島民が22,000人、一般労働者が5万人ほどである。
また、蓬萊学園シリーズに関わっていた賀東招二は、自身のライトノベル『フルメタル・パニック!』に登場するメリダ島の位置を、この島と全く同じ場所にしている。

### 旧図書館
広大な敷地に様々な建築物が存在する蓬萊学園だが、その中でもひときわ特徴的なものが旧図書館である。戦前より世界中の貴重な書物を集めた図書館であり、地下へ向けての度重なる改築のためその全貌を誰も知らない魔窟と化している。また、蔵書の中に大量にある魔導書の影響なのか、図書館の中では通常は起こりえないような不思議なことが起こる一種の異次元空間となっている。さらにはどういうわけか未知の怪物まで巣くっている。
この図書館はあまりに危険なためにすでに一般生徒は利用しないようになっているが、ここに埋もれた貴重な書物を発掘するために探検隊が幾度となく組織されている。この図書館探索は非常に危険なもので毎回人死にを出す過酷なものでもある。
この旧図書館は蓬萊学園でダンジョンアドベンチャーを行うための舞台として用意された建物で、ここを探索するシナリオも何本か出版されている。

### 月光洞
蓬萊学園が存在する宇津帆島は広大な地下空間「月光洞（げっこうどう）」への入り口が存在する。月光洞はいわゆる地球空洞世界であり、地上とは全く異なる生態系と文明が存在している。
月光洞は異世界ファンタジー冒険もののシナリオを行うための舞台として用意された空間で、サプリメント『蓬萊学園の探検!!』で詳細に扱われている。

## テーブルネット構想
蓬萊学園の設定自体はリアルタイムに現実と同じ時間で進行していくという形式がとられたため、学園の設定は年度によって異なる部分も多い。
学園がどう変化していくかは、ユーザーのプレイレポートを参考にして決められていた。これは「テーブルネット構想」と呼ばれ、ユーザーが動的に公式の世界設定を作ることができたプレイバイメール版『蓬萊学園の冒険!!』の楽しさをTRPGでも再現することを狙ったものであるが、プレイバイメールの時ほどの盛り上がりはみせなかったようである。

## 作品一覧
蓬萊学園の冒険!!
基本ルールブック。1991年に遊演体よりボックス版にて発売。
2014年に『絶版マンガ図書館』で、著作不明のイラストを削除した上で電子書籍配信。
蓬萊学園の放課後!!
サプリメント。シナリオと追加ルールなど。
蓬萊学園の秘密!! 〜学園騎士の仮面〜
サプリメント。キャンペーンシナリオ集で、世界中を渡り歩く冒険譚。タイトルはクトゥルフの呼び声のキャンペーンシナリオ集「ニャルラトテップの仮面」のパロディ。
蓬萊学園の探検!!
サプリメント。キャンペーンシナリオ集で、月光洞の探検物語。
蓬萊学園のついたて
ゲームマスターの使用するマスタースクリーン。
蓬萊学園の冒険!! 改訂版
基本ルールブックの改訂版。1995年発売。旧版の内容を書籍版として一冊に再編集したバージョン。人間関係関連付けルールが追加されたのが特徴。学園の設定はテーブルネット構想に基づき1995年当時のものが掲載されている。